# Anisoplia lanuginosa
Anisoplia lanuginosa är en skalbaggsart som beskrevs av Wilhelm Ferdinand Erichson 1847. Anisoplia lanuginosa ingår i släktet Anisoplia och familjen Rutelidae. Inga underarter finns listade i Catalogue of Life.